# Heinz Eggers
Heinz Eggers (* 15. April 1918 in Colmar; † 24. August 2012 in Mainz) war ein deutscher Geograph.

## Leben
Von 1945 bis 1951 studierte der im Elsass geborene Eggers an der Universität Freiburg im Breisgau (1951 erstes Staatsexamen). Nach der Promotion 1952 bei Nikolaus Creutzburg in Freiburg im Breisgau zum Dr. phil. und der Habilitation 1959 und Beginn der Lehrtätigkeit ebenda war er von 1965 bis 1985 ordentlicher Professor für Geographie an der Universität Mainz.

## Schriften (Auswahl)
- Die Weidewirtschaft im südlichen Schwarzwald . Freiburg im Breisgau 1957. OCLC 604028351.
- Moränenterrassen im Wallis. Morphologische Untersuchungen zu spätglazialen Formen und Vorgängen in den Schweizer Alpen. Freiburg im Breisgau 1961. OCLC 174576572.
- Schwarzwald und Vogesen. Ein vergleichender Überblick. Braunschweig 1964. OCLC 264614237.